# Sedmerovec
Sedmerovec (Hongaars: Szedmerőc) is een Slowaakse gemeente in de regio Trenčín, en maakt deel uit van het district Ilava.
Sedmerovec telt 432 inwoners.